# 天生峠

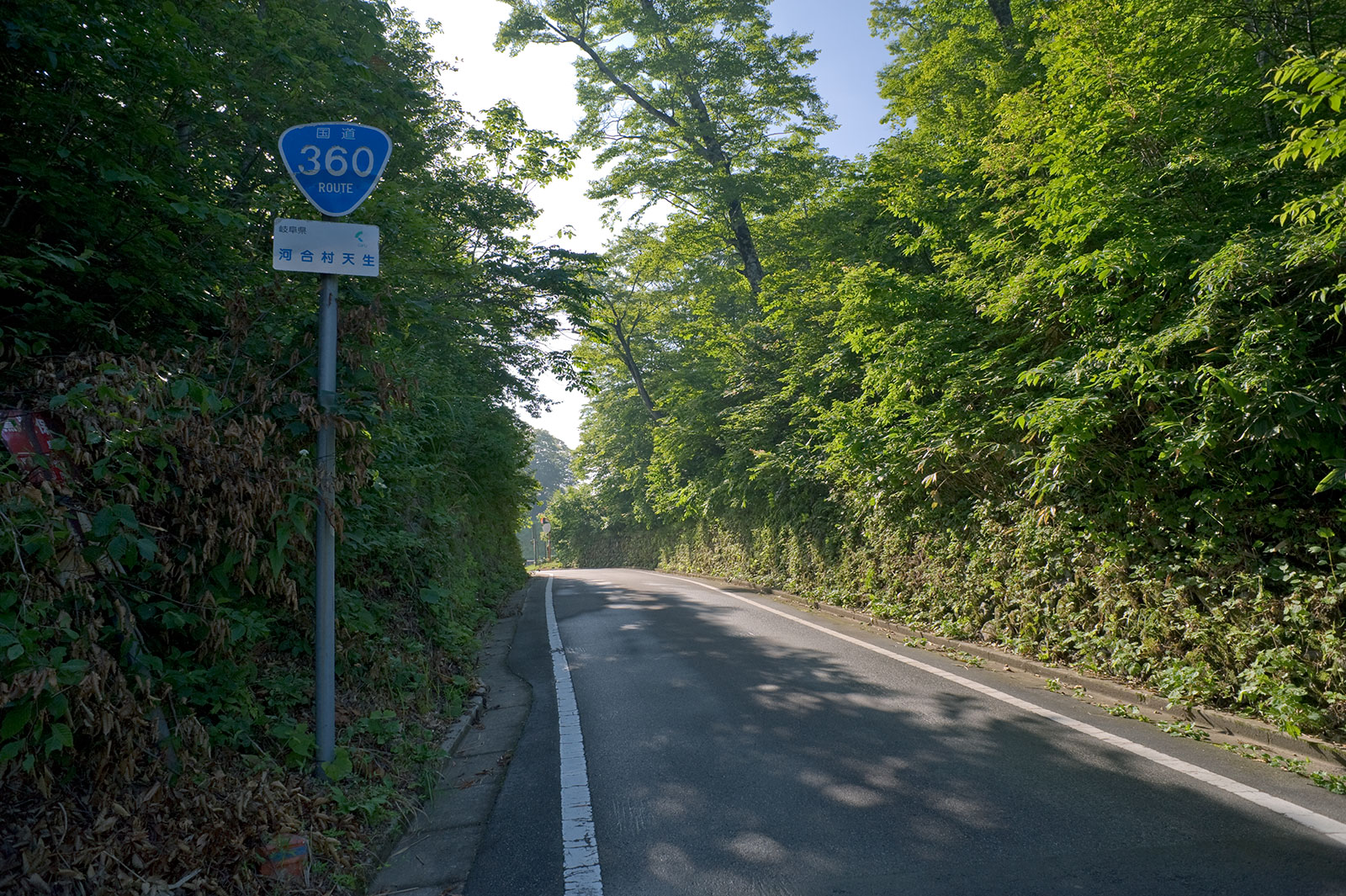
天生峠 白川村から飛弾市側（2008年7月20日撮影）

天生峠（あもうとうげ）は、岐阜県飛騨市と大野郡白川村の境界上に位置する標高1,289mの峠。

## 概要
神通川流域の飛騨市から庄川流域の白川村へ抜ける国道360号にあり、白川郷からの標高差は約800mにもなる。
峠に至る道は狭く、急坂・急カーブが連続する山岳路である。大型車（長さ8m以上）は通行不可である。普通車についても、積雪期である冬期は通行止めになるほか、元々地盤が弱いため無雪期も度々崖崩れによって通行止になる事が多い。閉鎖期間は例年11月半ば～5月末である。
天生峠は中部北陸自然歩道のモデルコースである「天生湿原とブナ原生林のみち」のルート上にある。峠一帯にブナをはじめとする落葉広葉樹の原生林が広がり、紅葉の名所として知られる。また、峠の周辺には岐阜県の天然記念物に指定されている天生湿原などの高層湿原が点在している。峠周辺の天生湿原を含む籾糠山など山域は、岐阜県の天生県立自然公園に指定されている。
なお、止利仏師は渡来人の一族とされるが、この峠を生誕地とする伝承もある。
泉鏡花の作品である『高野聖』において、語り部である僧侶がかつて旅をした地として、天生峠が登場する。

## 周辺
- 白川郷
- 天生湿原 - 日本の重要湿地500に選定